# (1979) Sakharov
(1979) Sakharov (2006 P-L) – planetoida z pasa głównego asteroid okrążająca Słońce w ciągu 3,66 lat w średniej odległości 2,38 j.a. Odkryta 24 września 1960 roku.